# Natanaele (nome)
Natanaele  è un nome proprio di persona italiano maschile.

## Varianti
- Maschili: Nataniele

### Varianti in altre lingue
- Bulgaro: Натанаил (Natanail)[1]
- Ebraico: נְתַנְאֵל (Nethanel, Nethan'el, Netan'el)[1][2]
- Greco biblico: Ναθαναηλ (Nathanael)[1][2]
- Inglese: Nathaniel[1], Nathanael
  - Ipocoristici: Nate[1], Nat[1]

- Latino: Nathanahel[1], Nathanael[2]
- Macedone: Натанаил (Natanail)[1]
- Portoghese: Nataniel[1], Natanael[1]
- Spagnolo: Nataniel[1], Natanael[1]

## Origine e diffusione
Deriva dall'ebraico נְתַנְאֵל (Nethanel, Netan'el), che significa "Dio ha dato"; è quindi correlato etimologicamente ai prenomi Nathan e Gionata. È il nome di un personaggio del Nuovo Testamento, identificato spesso con l'apostolo Bartolomeo (il cui nome sarebbe stato Nathanael bar Tolomai, dove bar Tolomai, mutuato nel nome attuale Bartolomeo, significa "figlio di Talmai").
In inglese, la forma Nathaniel è in uso sin dalla Riforma Protestante, sostituendo sempre la forma Nathanael che pure è usata nella maggioranza delle versioni inglesi del Nuovo Testamento.

## Onomastico
L'onomastico si festeggia in memoria del già citato san Bartolomeo, festeggiato il 24 agosto dalla Chiesa cattolica e l'11 giugno da quella ortodossa.

## Persone

### Variante Nathaniel

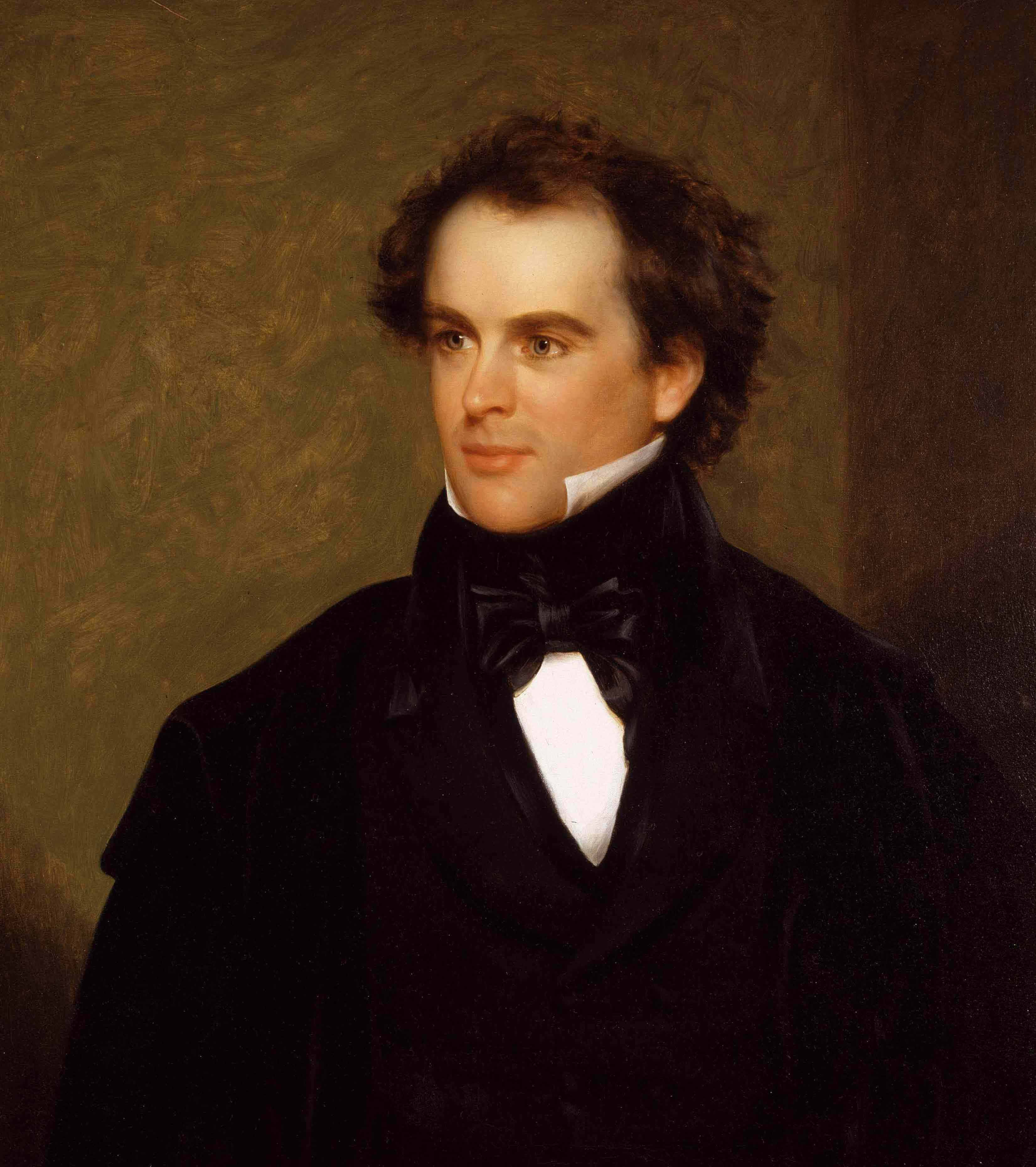
Nathaniel Hawthorne

- Nathaniel Banks, politico e militare statunitense
- Nathaniel Bliss, astronomo e religioso britannico
- Nathaniel Lord Britton, botanico statunitense
- Nathaniel Buzolic, attore australiano
- Nathaniel Cartmell, atleta, cestista e allenatore di pallacanestro statunitense
- Nathaniel Hawthorne, scrittore statunitense
- Nathaniel Kleitman, fisiologo e psicologo statunitense
- Nathaniel Lees, attore neozelandese
- Nathaniel Shilkret, clarinettista, compositore e direttore d'orchestra statunitense

### Altre varianti
- Nataniel Aguirre, scrittore, poeta e drammaturgo boliviano
- Nathanael Greene, generale statunitense
- Natanael Macedo, calciatore brasiliano
- Nathanael West, scrittore statunitense

## Il nome nelle arti
- Nathanael è il protagonista del romanzo L'uomo della sabbia, scritto da Ernst Theodor Amadeus Hoffmann.
- Nathaniel è un personaggio dei romanzi della tetralogia di Bartimeus, scritta da Jonathan Stroud.
- Nathaniel è un personaggio del film del 2007 Come d'incanto, diretto da Kevin Lima.
- Nathaniel è un personaggio del film del 2009 Nat e il segreto di Eleonora, diretto da Dominique Monféry.
- Nathaniel è un personaggio dei romanzi della serie di Anita Blake - Cacciatrice di vampiri, scritta da Laurell K. Hamilton.
- Nathaniel "Nate" Jacobs è un personaggio della serie televisiva Euphoria.